# 黄江ダム

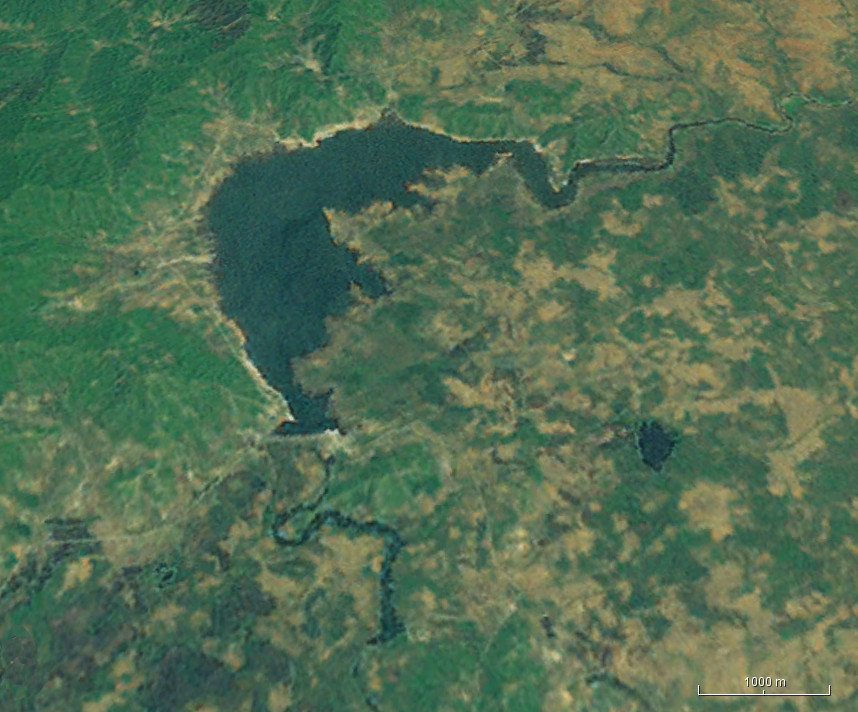
ダム湖

黄江ダム (ファンガンダム、朝鮮語: 황강댐）は、臨津江上流にある朝鮮民主主義人民共和国（北朝鮮）のダム。

## 概要
大韓民国（韓国）との軍事境界線から約40キロメートル北に位置し、ダムの推定貯水容量は約3 - 4億トンとされる。 2002年に建設が始まり、2007年に完成した。 プロジェクトの公式目標では、水力発電や灌漑に用いるとされている。
2009年9月6日、北朝鮮が予告なしに大量の水をダムから放流して韓国内で大洪水を起こし、韓国人6人が犠牲者となる事件が起きている。これを機に韓国は北朝鮮と接触し、北朝鮮がダム放流時に事前通告をすることで一度は合意を得た。しかし、この合意は翌2010年こそ遵守されたものの、2011年以降は有名無実なものになった。
北朝鮮のダム操作による洪水や渇水の脅威に対抗するため、韓国は2010年代初頭に2つのダムを建設した。
2020年7月から8月にかけて、北朝鮮は再び事前予告なしに3度の放水を実施。韓国統一部は、北朝鮮側を刺激しないよう「政治・軍事的に冷え込んだ現在の局面により自然災害関連の協力まで行われていないのは不幸なこと」として片付けた。